# Frínic (poeta còmic)
Frínic (Phrynicus, Φρύνιχος) fou un poeta còmic grec de la vella comèdia (τω̂ν ἐπιδευτέρων τη̂ς ἀρχαίας Κωμωδίας), fill d'Eunòmides.
La seva carrera es va iniciar, segons Suides, l'any 435 aC (podria estar datat uns 5 anys massa aviat). Un escriptor anònim diu que va morir a Sicília, però això seria una confusió amb el poeta tràgic també anomenat Frínic. Un escoli a Aristòfanes diu que va ser elegit general, però sens dubte és un error.
Frínic va ser considerat pels gramàtics un dels poetes més distingits, amb estil elegant i amb molt de vigor segons els fragments que es conserven. Les crítiques d'Aristòfanes semblen ser genèriques a les que fa d'altres autors, on li retreu l'ús de personatges bufonescos i de baixa extracció, però pels fragments conservats no sembla que fos així. Se'l va acusar de corrompre el metre i el llenguatge, i també de plagi per Hermip d'Atenes, però no hi ha evidencia de què fos cert, i sembla que responia a la rivalitat entre els dos autors. Se li atribueix haver inventat el vers jònic menor catalèctic que va agafar el seu nom. Més dubtós és l'invent del vers trinici. Els seus versos eren elegants però de vegades usava paraules peculiars. Sobre aquest Frínic, va escriure uns comentaris Dídim d'Alexandria, un dels quals, sobre Κρόνος, el cita Ateneu de Naucratis.
L'escriptor anònim diu que va escriure deu comèdies i Suides dona justament deu títols:
- Εφιάλτης
- Κόννος
- Κρόνος
- Κωμασταί
- Σάτυρυι
- Τραγφδοὶ ἢ ̓Απελεύθεροι
- Μονότροπος
- Μου̂σαι
- Μύστης
- Προάστριαι Μονότροπος que va obtenir un tercer premi el 414 aC, on va competir amb Aristòfanes i Ameípsies, i Μου̂σαι un segon el 405 aC.[1]